# 天津武備学堂
天津武備学堂（てんしんぶびがくどう）は清末に直隷総督李鴻章によって天津に創設された陸軍軍人を養成する西洋式の軍学校。1885年に成立したが、1900年、義和団の乱の際に8ヶ国連合軍によって破壊された。北洋武備学堂ともいう。

## 概要
初代の総弁には道員李宗濂があてられ、淮軍の中から選抜された士官と優秀兵士百名余りが入学した。初めは歩・馬・炮・工程の四科が設けられていたが、1890年に鉄路科が増設された。教官にはドイツの退役軍人が多く採用された。天津武備学堂で定められた規則は、後に各省で創設された武備学堂の参考にされた。1899年には段祺瑞ら5名の学生をドイツに留学させた。卒業生の多くは各省の新軍の中心となった。中でも段祺瑞・馮国璋・王士珍・曹錕・呉佩孚らは後に北洋軍閥の指導者となった。

## 卒業生
- 段祺瑞
- 馮国璋
- 曹錕
- 靳雲鵬
- 王士珍
- 段芝貴
- 陸建章
- 李純
- 李長泰
- 鮑貴卿
- 陳光遠
- 王占元
- 田中玉
- 何宗蓮
- 張懐芝
- 景啓
- 劉錫鈞
- 唐国治
- 李得勝
- 楊汝欽
- 崔朝俊
- 韓輝増
- 趙学治
- 何蘭芬
- 王風崗
- 孫鴻中
- 丁得勝
- 徐邦傑
- 任永清
- 梁華殿
- 張錫藩
- 劉承恩
- 李天保
- 呉鳳嶺
- 李壬霖
- 申保亨
- 汪本崇
- 労本泉
- 傅憲武
- 張心全
- 張紹曽
- 呉佩孚
- 王者化
- 張文元
- 胡思光
- 呉鼎元
- 孔慶塘
- 滕毓藻